# Ilona Slupianek
Ilona Slupianek (születési neve Ilona Schoknecht) (Demmin, NDK, 1956. szeptember 24. –) német atlétanő, olimpiai bajnok. Nevéhez két világrekordja mellett az NDK doppingprogramjának kezdeti balsikerei fűződnek.
Ilona Slupainek a ma Mecklenburg–Elő-Pomerániában fekvő Demmin városkában született. Középiskoláit Kelet-Berlinben végezte, ahol a Werner Seelenbinder Gimnázium sporttagozatában kezdett atlétikával foglalkozni. Slupainek bekerült az NDK élsportolói programjába. A jobb eredmények elérése érdekében doppingszereket kellett szednie. 1976-ban, 19 évesen vett részt élete első világversenyén, a montreali olimpiai játékokon, ahol ötödik helyet ért el. Egy évvel később megnyerte a Helsinkiben megrendezett atlétikai Európa-kupát. A verseny azonban botrányba fulladt, mivel a győzelem után az ellenőrök a korábban nagy mennyiségben szedett dopping nyomaira akadtak Slupainek szervezetében, akit megfosztottak bajnoki címétől. Az NDK történetének első doppingesete nem törte derékba pályafutását. Egy évvel később Prágában megszerezte a női súlylökés Európa-bajnoki címét. Pályafutása csúcsára 1980-ban érkezett el, amikor a moszkvai olimpián világrekordot jelentő 22,45 méteres eredményével az első helyen végzett. Az olimpia után ismét bekapcsolták a keletnémet sportolók doppingprogramjába. A titkos doppingprogramot kutató Brigitte Berendonk által közzétett dokumentumok szerint 1981 és 1984 között nagy mennyiségű Oral-Turinabolt kapott. A televíziós közvetítések során világszerte felfigyeltek férfiakat megszégyenítő izomzatára. A doppingprogram azonban kifinomultabbá vált, így újabb lebukás már nem következett be. 1982-ben megvédte kontinensbajnoki címét, egy évvel később pedig bronzérmet szerzett az első atlétikai világbajnokságon.
1984-ben az NDK bojkottálta az Egyesült Államokban rendezett olimpiai játékokat. A helyette megrendezett Barátság-játékokon aratott győzelme után Ilona Slupianek bejelentette visszavonulását az élsporttól. 1987-ben megkísérelte a visszatérést, ám az olimpiai válogatón kiesett, nem sikerült kijutnia a szöuli olimpiára. Ezek után végleg felhagyott a sportolással.
1976 és 1986 között az NDK Népi Kamarájának képviselőjeként dolgozott. Sportolói karrierje végeztével férjhez ment Hartmut Briesenick Európa-bajnok súlylökőhöz, akivel családot alapítottak. Jelenleg is házas, egy leánygyermek édesanyja.

## Fordítás
- Ez a szócikk részben vagy egészben  az   Ilona Slupianek című német Wikipédia-szócikk ezen változatának fordításán alapul.  Az eredeti cikk szerkesztőit annak laptörténete sorolja fel. Ez a jelzés csupán a megfogalmazás eredetét és a szerzői jogokat jelzi, nem szolgál a cikkben szereplő információk forrásmegjelöléseként.